# Johnny Rivers
Johnny Rivers (nome artístico de John Henry Ramistella; Nova York, 7 de novembro de 1942) é um cantor, compositor, produtor e guitarrista de rock 'n' roll estadunidense. Seu repertório inclui pop, folk, blues e rockabilly, incluindo várias versões cover. Fez sucesso durante as décadas de 1960 e 1970, emplacando 9 canções no Top 10 (e 17 no Top 40) da Billboard Hot 100 entre 1964 e 1977.  Entre eles, "Memphis" (cover de Chuck Berry), "Mountain of Love", "The Seventh Son", "Secret Agent Man", "Poor Side of Town" (número 1 nos EUA), "Baby I Need Your Lovin'" (cover do The Four Tops) e "Summer Rain". Vendeu cerca de 30 milhões de discos ao longo de sua carreira musical. A canção Secret Agent Man também esteve presente na trilha sonora do filme Ace Ventura 2 - Um Maluco na África

## Carreira
A família Ramistella mudou-se de Nova Iorque para Baton Rouge, no estado da Louisiana, quando John tinha cinco anos de idade. Ele começou a tocar guitarra aos oito, influenciado pela música local. Johnny Ramistella formou sua própria banda, The Spades, ainda quando estudava (Junior High School) e fez sua primeira gravação aos 14. De volta a Nova Iorque, em 1958, ele encontrou Alan Freed, que o aconselhou a mudar seu nome. Assim, Johnny Ramistella tornou-se Johnny Rivers, depois que o Rio Mississippi transbordou, perto de Baton Rouge. Freed deu a Rivers alguns contratos para gravações. De março de 1958 a março de 1959, Rivers gravou três canções que não foram lançadas. Em 1959, Johnny Rivers retornou a Baton Rouge. Enquanto tocava em todo o sul dos Estados Unidos, Rivers conheceu, em Birmingham (Alabama), Audrey Williams, esposa do famoso cantor norte-americano de música country Hank Williams. Ela levou Johnny para Nashville, onde ele gravou mais duas canções. Eles não as venderam também, mas Johnny ficou na cidade e começou a trabalhar como compositor e cantor de canções demo (ganhava US$ 0,25 por gravação). Lá, Johnny trabalhou ao lado de Roger Miller.
Em 1960, Rivers conheceu um grande amigo, James Burton, guitarrista de Ricky Nelson. Burton deu a Ricky uma das canções de Johnny. Ricky Nelson gostou dela e a gravou. No ano seguinte, Rivers foi a Los Angeles para conhecer Nelson, onde ficou para trabalhar como compositor e músico de estúdio. Em 1963, Rivers costumava passar seu tempo em um bar chamado Gazzari's (de propriedade de Bill Gazzari). Uma noite, o trio de jazz que tocava no bar deixou o local. Gazzari pediu para Johnny ocupar a vaga por alguns dias, até que encontrasse um outro grupo de jazz. Johnny concordou e a história foi feita. Quando ele começou a tocar seu rock n'roll, multidões passaram a frequentar o Gazzari's. Rivers fez sucesso no clube, fazendo versões de canções de Chuck Berry.
Em 1964, Elmer Valentine, proprietário do clube Whisky a Go Go, ofereceu a Johnny Rivers um contrato de uma ano para que este cantasse em seu clube, recém-inaugurado em Hollywood (Califórnia). O novo clube abriu três dias antes do grupo The Beatles lançar "I Want To Hold Your Hand". Mas Johnny Rivers era tão popular que o produtor Lou Adler decidiu lançar Johnny Rivers Live At The Whiskey A Go Go, um álbum ao vivo que vendeu 1 milhão de cópias e alcançou o 12º na lista da Billboard - e a canção "Memphis" (um cover de Chuck Berry) chegou ao segundo lugar na parada norte-americana.  Johnny Rivers tinha criado o estilo musical Go Go (que incluiria também dançarinas).Já em 1966, Rivers seguiu gravando canções, especialmente ao vivo, como "Maybellene" (outro cover de Chuck Berry), "Mountain of Love", "Midnight Special" e "Seventh Son", todas elas tornaram-se hits. Também adotou um estilo mais peculiar, mas seguiu produzindo sucesso como "Poor Side of Town", primeiro lugar na parada norte-americana da Billboard, e "Secret Agent Man", que alcançou o #3 em 1966. It sold one million copies, achieving gold disc status. Outras canções populares desta nova fase do cantor foram "Summer Rain", "Baby I Need Your Lovin'" e "The Tracks of My Tears" (um cover de Smokey Robinson & The Miracles) - todas elas caracterizadas por sua voz suave e comovente. Ele ainda fundou sua própria gravadora, a Soul City Records, que lançou artistas como o grupo Fifth Dimension - ele ganhou um Grammy Award como produtor dessa banda. Em 1968, Rivers lançou aquele que é considerado por muitos fãs como seu melhor trabalho, o álbum "Realization". que foi evocativo das influências da psicodelia daquele tempo, e incluíam baladas como como "Going Back to Big Sur".
Durante a década de 1970, Rivers seguiu produzindo mais sucessos de crítica, como "Rockin' Pneumonia - Boogie Woogie Flu", "Help Me Rhonda" (cover dos Beach Boys) e "Blue Suede Shoes" (cover de Carl Perkins), mas os álbuns não vendiam tão bem quanto na década passada. Seu  último sucesso foi  "Swayin' to the Music (Slow Dancing)" em 1977. Rivers continuou a gravar na década de 1980, e apesar de sua música já não fazer tanto sucesso como nas duas décadas anteriores, continuou a fazer apresentações ao vivo. Em 12 de junho de 2009, Johnny Rivers foi introduzido no Louisiana Music Hall of Fame.

### No Brasil

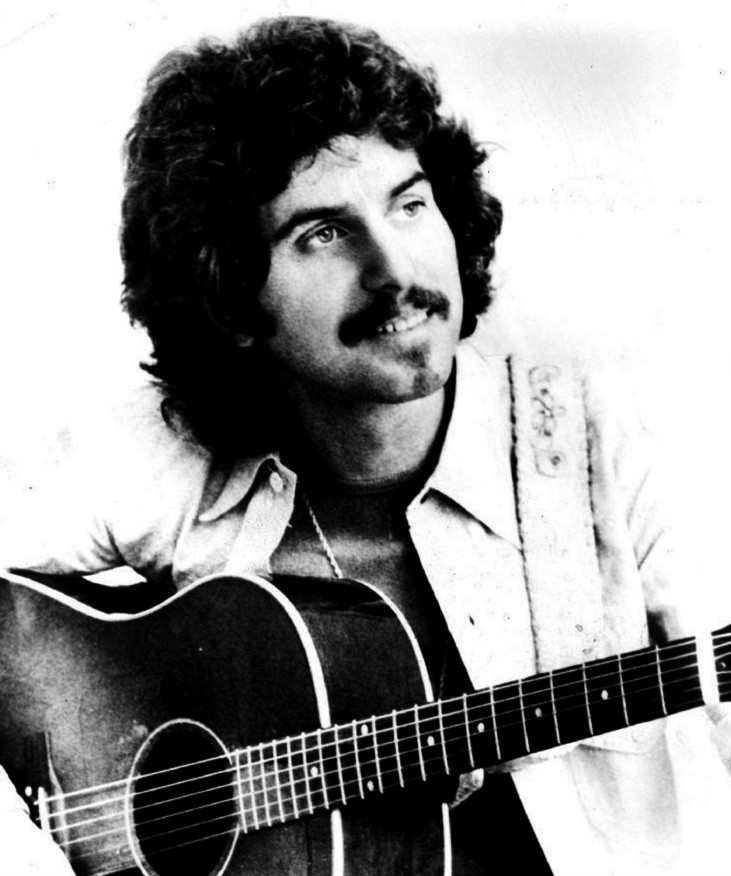
Rivers em outubro de 1970

Além de "Secret Agent Man", "Poor Side of Town" e "Baby I Need Your Lovin'", outras canções de Rivers ficaram mais populares entre o público brasileiro do que nos Estados Unidos, como os casos de "It´s Too Late", "Do You Wanna Dance?" e "You've Lost That Lovin' Feelin'". O seu álbum de maior sucesso no Brasil foi "Realization", que chegou a ser o segundo mais vendido em 1968, somente superado pelos Beatles.
Foi o primeiro artista internacional a tocar na casa de espetáculos "Canecão", no Rio de Janeiro, na década de 1970.
Em 1998, ele também esteve em São Paulo e fez um concerto gratuito para 60 mil pessoas no Parque do Ibirapuera.
Em 2008, Rivers esteve novamente no Brasil, fazendo shows em São Paulo, Rio de Janeiro, Curitiba, Porto Alegre e Vitória. Dois anos depois, retornou ao país para shows em Ribeirão Preto, São Paulo, Rio de Janeiro, Curitiba e Porto Alegre.
Seu hit "Do You Wanna Dance?" inspirou Michael Sullivan e Paulo Massadas a escreverem a música 
Whisky a Go Go, gravada em 1984 pela banda carioca Roupa Nova que foi o pontapé inicial para o grupo estourar nas paradas musicais.

## Discografia

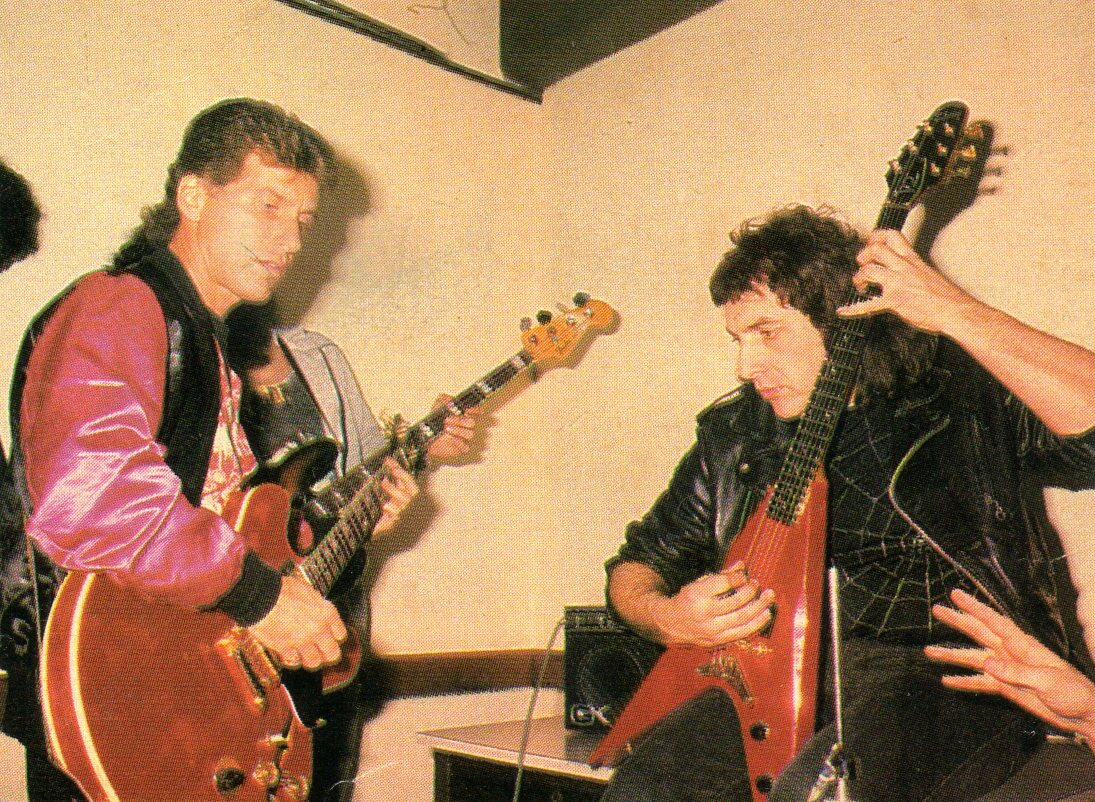
Rivers conversando com o guitarrista argentino Pappo, 1986

### Principais álbuns
- Johnny Rivers at the Whiskey A-Go-Go, live (1964)
- Johnny Rivers in Action! (1965)
- Meanwhile Back at the Whiskey A-Go-Go, live (1965)
- Johnny Rivers Rocks the Folk (1965)
- And I Know You Wanna Dance (1966)
- Johnny Rivers' Golden Hits (1966) - coletânea
- Changes (1966)
- Rewind (1967)
- Realization (1968)
- Slim Slo Slider (1970)
- Home Grown (1971)
- L.A. Reggae (1972)
- Blue Suede Shoes (1973)
- Last Boogie Paris (1974)
- Road (1974)
- New Lovers And Old Friends (1975)
- The Very Best of Johnny Rivers (1975) - coletânea
- Wild Night (1976)
- Outside Help (1979)
- Borrowed Time (1980)
- Not A Through Street (1983)
- The Best of Johnny Rivers (1987) - coletânea
- Memphis Sun (1991)
- Anthology, 1964-1977 (1991) - coletânea
- Last Train To Memphis (1998)
- Back at the Whisky, live (2001)
- Reinvention Highway (2004)
- Shadows on the Moon (2009)

### Principais canções
nome-posição na parada da Billboard-ano:
- Memphis #2 (1964),
- Maybellene #12 (1964),
- Mountain of Love #9 (1964),
- Lawdy Miss Clawdy (1964),
- Midnight Special #20 (1965),
- Cupid #76 (1965),
- Seventh Son #7 (1965),
- Where Have All The Flowers Gone #26 (1965),
- Under Your Spell Again #35 (1965),
- Secret Agent Man #3 (1966),
- (I Washed My Hands In) Muddy Water #19 (1966),
- Poor Side of Town #1 (1966),
- Baby I Need Your Lovin' #3 (1967),
- The Tracks Of My Tears #10 (1967),
- Summer Rain #14 (1967),
- Look To Your Soul #49 (1968),
- Right Relations #61 (1968),
- These Are Not My People #55 (1969),
- Muddy River #41 (1969),
- One Woman #89 (1969),
- Into The Night #51 (1970),
- Fire And Rain # 94 (1970),
- Sea Cruise #84 (1971),
- Think His Name #65 (1971),
- Rockin' Pneumonia - Boogie Woogie Flu #6 (1972),
- Blue Suede Shoes #38 (1973),
- Help Me Rhonda #22 (1975),
- Ashes And Sand  #96 (1977),
- Swayin' To The Music (Slow Dancin') #10 (1977),
- Curious Mind (Um, Um, Um, Um, Um, Um) #41 (1977)